# Zoaga
Zoaga è un dipartimento del Burkina Faso classificato come comune, situato della Provincia  di Boulgou, facente parte della Regione del Centro-Est.
Il dipartimento si compone del capoluogo e di altri 13 villaggi: Bingo, Bougre De Zoaga, Bourma De Zoaga, Dawega, Koukoadore, Mong-Naba, Pakoungou, Pargou, Tabissi, Zame, Zerboko, Zoaga-Peulh e Zoaga-Yarce.